# Tagir Fasachow
Tagir Riwkatowicz Fasachow, ros. Тагир Ривкатович Фасахов (ur. 16 stycznia 1964, Kirgiska SRR, zm. 29 marca 1996) – kirgiski piłkarz, grający na pozycji napastnika.

## Kariera piłkarska
W 1988 zaczął występować w klubie Ałga Frunze. W 1991 krótko bronił barw Ałaj Osz, po czym wyjechał za granicę. Najpierw grał w rosyjskim APK Azow, a od 1992 w ukraińskich klubach Krystał Czortków, Nywa Tarnopol i Prykarpattia Iwano-Frankowsk. W 1995 zakończył karierę piłkarską w łotewskim DAG Lipawa. Zginął w wypadku samochodowym.

## Sukcesy

### Sukcesy klubowe
- wicemistrz Wtoroj Ligi ZSRR: 1988, 1989
- mistrz Pierwszej Lihi Ukrainy: 1994